# РНК-зависимая РНК-полимераза
РНК-зависимая РНК-полимераза (RdRP от англ. RNA-dependent RNA-polymerase), или РНК репликаза — фермент, катализирующий репликацию РНК (синтез РНК по матрице РНК). Использование РНК в качестве матрицы принципиально отличает РНК репликазу от более распространенной среди современных живых организмов ДНК-зависимой РНК-полимеразы, которая катализирует транскрипцию (синтез РНК с использованием в качестве матрицы ДНК).
РНК-зависимые РНК-полимеразы (RdRp) — важнейшие ферменты, закодированные в геноме всех РНК-содержащих вирусов, жизненный цикл которых протекает без стадии ДНК. РНК-зависимая РНК-полимераза катализирует синтез РНК, комплементарной данной РНК-матрице. Процесс репликации РНК включает в себя две стадии. На первой стадии (инициация) начинается синтез РНК на или вблизи 3'-конца РНК-матрицы по праймер-независимому (de novo), или праймер-зависимому механизму (в данном случае в качестве праймера используется вирусный геном-связанный белок (VPg; от англ. viral protein genome-linked). При инициации de novo происходит добавление нуклеозидтрифосфата (НТП) к 3'-OH концу первого, инициирующего нуклеозидтрифосфата. В течение последующей стадии (элонгация) происходит наращивание дочерней РНК в ходе последовательного переноса нуклеозидтрифосфатов, которое завершается созданием комплементарного исходной матрице РНК-продукта.

## История
Вирусные РНК-зависимые РНК-полимеразы были открыты в начале 1960-х годов в исследованиях группы Mengovirus и вируса полиомиелита. В ранних работах было отмечено, что данные вирусы не чувствительны к актиномицину D, препарату, ингибирующему клеточный ДНК-зависимый синтез РНК (транскрипция). В результате было высказано предположение, что у данных вирусов имеется специфический фермент, катализирующий синтез РНК и использующий непосредственно РНК в качестве матрицы (без формирования ДНК-матрицы).
Наиболее изученный фермент данного класса — это РНК-зависимая РНК-полимераза вируса полиомиелита. Геном вируса образован РНК, которая проникает в клетку путем эндоцитоза, опосредованного узнаванием специальных рецепторов на поверхности клетки. В цитоплазме клетки вирусная РНК может выступать в качестве матрицы для синтеза дочерней РНК. Образовавшиеся дочерние комплементарные цепи также могут служить матрицами для воспроизведения новых вирусных геномов. По окончании воспроизведения геномов происходит их упаковка и высвобождение из клетки. Высвободившиеся дочерние вирионы способны инфицировать новые клетки. Преимуществом данной схемы жизненного цикла является отсутствие стадии вирусной ДНК, благодаря чему репликация вируса осуществляется быстрее. Одновременно с этим отсутствие стадии ДНК может считаться и недостатком, поскольку делает невозможным воспроизведение новых вирионов при разрушении вирусной РНК.
Многие РНК-зависимые РНК-полимеразы тесно ассоциированы с мембранами, что значительно осложняет их выделение и изучение. Самые известные РНК-зависимые РНК-полимеразы — это: 3Dpol вируса полиомиелита, РНК-зависимая РНК-полимераза вируса везикулярного стоматита и NS5B вируса гепатита C.
Многие эукариоты тоже имеют РНК-зависимые РНК-полимеразы, участвующие в РНК-интерференции. У эукариот данные РНК-полимеразы амплифицируют микроРНК, малые временные РНК, образующие двухцепочечные РНК при участии малых интерферирующих РНК в качестве праймеров. Интересно, что данные РНК-зависимые РНК-полимеразы могут использоваться вирусами с целью репликации собственного генетического материала.
РНК-зависимые РНК-полимеразы высоко консервативны среди вирусов и обладают значительной гомологией с теломеразой эукариот, хотя причина такой высокой консервативности у столь разнообразных организмов остается дискуссионной. Схожесть аминокислотных последовательностей этих ферментов привела к предположениям о происхождении теломеразы от РНК-зависимой РНК-полимеразы вирусов, однако данное предположение остается спекулятивным и не имеет точных подтверждений.

## Структура
Все РНК-зависимые РНК-полимеразы и многие ДНК-зависимые РНК-полимеразы имеют трехмерную организацию, которая по форме напоминает правую руку, при этом в ней можно выделить следующие домены: ладонь, четыре пальца и большой палец. Только домен ладони, состоящий из четырех-тяжевого антипараллельного бета-листа и двух альфа-спиралей, консервативен у всех ферментов. В РНК-зависимых РНК-полимеразах, домен ладони включает три консервативных мотива (А, B и C). Мотив А (D-х(4,5)-D) и мотив С (GDD) пространственно сближены, а остатки аспарагиновой кислоты этих мотивов связывают Mg2+ и/или Mn2+. Остаток аспарагина в мотиве B участвует в различении рибонуклеоиздтрифосфатов от дезоксирибонуклеозидтрифосфатов, что обеспечивает синтез РНК, а не ДНК. Доменная организация и 3D-структуры каталитического центра широкого спектра РНК-зависимых РНК-полимераз, даже с низкой общей гомологией остаются консервативны. Каталитический центр формируется из нескольких мотивов, содержащих ряд консервативных аминокислотных остатков.

## Классификация
РНК-зависимые РНК-полимеразы можно обнаружить у следующих 4 групп РНК-содержащих вирусов (все РНК-содержащие вирусы без стадии ДНК):
- Вирусы, содержащие одноцепочечную (+) РНК ((+) ssRNA) или двунитевую РНК (dsRNA), за исключением ретровирусов и Birnaviridae. Сюда относятся семейства: Cystoviridae, Reoviridae, Hypoviridae, Partitiviridae, Totiviridae.
- Mononegavirales (вирусы с несегментированным геномом из одноцепочечной (-) РНК, (-) ssRNA)
- Вирусы с сегментированным геномом из одноцепочечной (-) РНК. К данной группе относятся ортомиксовирусы (в том числе вирусы гриппа А, В и С, Thogotoviruses и вирус анемии лосося), Arenaviruses, Bunyaviruses, Hantaviruses, Nairoviruses, Phleboviruses, Tenuiviruses и Tospoviruses.
- Семейство Birnaviridae геном которых представлен двуцепочечной РНК (dsRNA).

РНК-зависимые РНК-полимеразы в первом из вышеуказанных суперсемейств можно разделить на следующие три подгруппы:
- Одноцепочечные (+) РНК вирусы эукариот, без стадии ДНК
- РНК-содержащие бактериофаги. Можно выделить два семейства РНК-содержащих бактериофагов: Leviviridae ((+) ssRNA фаги) и Cystoviridae (dsRNA фаги)
- Семейство Reoviridae вирусов dsRNA.

У флавивирусов в одноцепочечном РНК геноме закодирован полипротеин, который затем расщепляется на ряд продуктов, одним из которых является NS5. Рекомбинантный белок NS5 из вирус денге типа 1, экспрессировавшийся в кишечной палочке обладает РНК-зависимой РНК-полимеразной активностью. Данная РНК-зависимая РНК-полимераза обладает несколькими регионами и мотивами, гомологичными другим РНК-зависимым РНК-полимеразам.